# Emilio Kosterlitzky
El coronel Emilio Kosterlitzky (27 de noviembre de 1853 Moscú Rusia - 2 de marzo de 1928 Los Ángeles California) Emil Hermann Kosterlitzky fue políglota y militar mexicano de padre ruso y madre alemana, que vivió en Magdalena de Kino y luego emigró a Estados Unidos. Reconocido por ser políglota se cuenta que sabía hablar inglés, francés, alemán, italiano, polaco, danés y sueco, además de su natal ruso y por supuesto español.

## En el Porfiriato
Llegó a América con la Armada Rusa, donde se enroló como guardia marino, en 1871 a la edad de 18 años. Al tocar tierras venezolanas abandona el buque y viaja como desertor a México donde decide unirse al Ejército Mexicano. causó alta el 1 de marzo de 1873 a las órdenes del coronel Ángel Elías. En 1876 fue nombrado mariscal de Colonias Militares. Ya en el ejército, participó en varias contiendas como la lucha contra los Apaches en la década de 1880, actuando tanto por bando mexicano como en el estadounidense, es durante estos años donde se gana el apodo de "El cosaco mexicano".
En 1882 fue ascendido a capitán de auxiliares del Ejército y comisionado en el Escuadrón de Colonias. Ascendió a mayor y pasó a mandar el grupo de gendarmería fiscal establecido en Magdalena. Para el año de 1885, Kosterlitzky obtuvo el puesto de encargado de la Gendarmería Fiscal, misma que era la encargada de resguardar la aduana localizada en entonces en la villa de Magdalena de Kino, en el estado de Sonora,
Se casó en Magdalena, Sonora el 7 de diciembre de 1898 con Francisca López con quien tuvo a Raúl, Emilia y Ernesto, en donde residió por 25 años. A Kosterlitzky también le apodaban el "Águila de Sonora". 
Fue enviado desde Magdalena en junio de 1906 con el inicio de la Huelga de Cananea para apoyar el orden y las fuerzas del gobernador de Sonora Rafael Izábal, quien había permitido el ingreso de 275 Arizona Rangers estadounidenses, bajo las órdenes de Thomas H. Rynning. Kosterlitzky logró dispersar a los huelguistas y hacer que los estadounidenses armados se retiraran a su país. Los rangers a las 10 p. m. tomaron el tren para Naco. En 1907 fue ascendido a coronel.

## La detención de Sarabia
El 30 de junio de 1907 fue aprehendido por órdenes del Vicecónsul Antonio Maza participó en la detención del editor Manuel Sarabia Díaz de León, del diario revolucionario "Regeneración". Sarabia fue transportado por autoridades norteamericanas de la ciudad de Douglas, Arizona, en la frontera con México, en donde Kosterlitzky, quien comandaba un destacamento de policías rurales, le recibió y apresó bajo los cargos de asesinato. De allí Manuel Sarabia fue transportado a la penitenciaría de Hermosillo, Sonora.
Más tarde, tras fuertes protestas por la detención considerada por algunos como ilegal por haber sido en territorio norteamericano, la detención fue calificada como secuestro, por lo que Sarabia fue puesto en libertad y devuelto a territorio norteamericano.
Kosterlitzky fue llamado a comparecer ante los tribunales norteamericanos por el delito de secuestro junto con otros involucrados, siendo exonerado de los cargos.

## En la Revolución Mexicana
Después del triunfo de Francisco I. Madero, con el cual no estaba muy de acuerdo, pues lo consideraba débil. En el ejército federal combatió contra el maderismo y orozquismo en 1911 y 1912. Posteriormente el Coronel reconoció al General Victoriano Huerta como Presidente de México (1913-1914). En 1913 en plena refriega armada, fue capturado por los revolucionarios del ejército de Álvaro Obregón, en la batalla de Nogales Sonora. Una vez derrotado por Obregón, cruzó la línea divisoria y se rindió formalmente en Estados Unidos. La rendición se llevó a cabo en una ceremonia formal, con Kosterlitzky entregando a Cornelius C. Smith su espada. Más tarde, los dos oficiales se hicieron amigos de por vida. Por ésta razón, no volvió a Magdalena, y se encontró con su esposa, Francesca que se había trasladado a Estados Unidos con sus hijos nacidos en la villa, a Los Ángeles California. 

## En Estados Unidos
Se convirtió en un traductor para el Servicio Postal de los EE. UU.. En 1919 durante la Primera Guerra Mundial, se hizo pasar por médico. Luego pasó al Servicio Federal como espía de Estados Unidos. Durante 9 años trabajó para el Departamento de Justicia de Estados Unidos.
En 1926, regresó a México para apoyar la investigación de una conspiración contra el gobierno en la fallida rebelión del Gral. Enrique Estrada Reynoso contra el Gobierno Mexicano en Baja California. 
Kosterlitzky murió en Los Ángeles en 1928 y está enterrado en el cementerio Calvary, en el este de Los Ángeles.